# Tsakhkotn
Tsakhkotn (en armeni: Ծաղկոտն) va ser un districte situat a la part meridional de la província armènia de l'Airarat.
Limitava a l'est amb el Kogovit, al nord i oest amb el Bagrevand, i al sud amb l'Akhiovit i el Garní.